# Langsnuitmangoeste
De langsnuitmangoeste (Xenogale naso)  is een zoogdier uit de familie van de mangoesten (Herpestidae). De wetenschappelijke naam van de soort werd voor het eerst geldig gepubliceerd door de Winton in 1901.

## Voorkomen
De soort komt voor in moerassen en regenwouden van de Nigerdelta in Nigeria en Kameroen tot de Centraal Afrikaanse Republiek, Equatoriaal Guinea, Gabon, Congo-Brazzaville en Congo-Kinshasa.